# 마르쿠 피고시
마르쿠 피고시(포르투갈어: Marco Pigossi, 1989년 2월 1일 ~ )는 브라질의 배우이다.

## 출연 작품
- 492명 (2017)